# Kinidin
Kinidin je antiaritmik koji pripada I. skupini po Vaughan-Williamsovoj podjeli. To je jedan od najstarijih antiaritmika. 

## Otkriće
Kinidin je, zapravo, optički izomer antimalarika kinina, alkaloida koji se dobiva iz kore kininovac (Cinchona pubescens). I kinin i kinidin jesu antimalarici i antiaritmici, samo što kinin ima više izraženo antimalarijsko djelovanje, a kinidin antiaritmijsko. 
Kora kininovca također sadržava kinidin, ali to nije bilo poznato sve do 1912. Naime, srčani učinci ekstrakta kore kininovca uočeni su još 1749. godine, ali je to bilo zaboravljeno. Međutim, godine 1912. nizozemskom liječniku Wenckebachu se javio jedan trgovac, požalio se na napadaje atrijske fibrilacije i tražio od njega da ga oslobodi te bolesti. Nakon što je čuo da je prognoza dvojbena, trgovac je upitao čemu onda služe specijalisti za srce kada ne mogu postići ni ono što njemu samom polazi za rukom. Liječnik mu nije vjerovao, ali se trgovac drugi dan vratio s urednim bilom i rekao da je to postigao uzevši kinin. 
Kinin je tada bio "lijek za sve i svašta", nešto kao danas acetilsalicilna kiselina. Trgovac je uzimao kinin i primijetio da mu 1 gram kinina prekida napadaj fibrilacije atrija na nekih 25 minuta. Nakon što se doznalo za njegov slučaj došlo je do pojačanog istraživanja komercijalnog kinina. S obzirom na to da je u to vrijeme kemija postala moćna znanost, kemičari su uspjeli uočiti da komercijalni kinin zapravo sadržava optički izomer, kinidin i koji ima puno jače antiaritmijsko djelovanje. 
Nakon toga je, 1918. godine uveden u terapiju. Bilo kako bilo, kinidin je zastarjeli antiaritmik koji se u svijetu uglavnom više ne koristi, jer su ga zamijenili noviji i sigurniji antiaritmici.

## Djelovanje
Kinidin pripada I.a skupini i zapravo je prototip antiaritmika I.a skupine. On blokira natrijeve kanale te usporava vrijeme provođenja i širi QRS kompleks. Također, inhibira izlazak kalijevih iona, pa produžuje akcijski potencijal. Proširenje akcijskog potencijala i blokada natrijevih kanala uzrokuje manju osjetljivost stanica na impuls, povećava prag okidanja i usporava automaciju srca. 
Prije se upotrebljavao u liječenju fibrilacije atrija i prevenciji ventrikularnih tahikardija. Međutim, kinidin i sam može uzrokovati aritmije zbog produženja QT intervala i zbog ubrzavanja provođenja impulsa iz atrija u ventrikule. Također, može nastati trombocitopenije i sindrom cinkonizma. Kinidin je uglavnom napušten.